# Eleição para governador de Nova Iorque em 2010
A eleição para governador do estado americano do Nova Iorque em 2006 aconteceu em uma terça-feira dia 2 de novembro de 2010 para eleger o governador de Nova York, e o vice.
Nova York é um dos apenas oito estados que permitem a coligação eleitoral, assim, um candidato pode (e tem) aparecer como o candidato de mais de um partido político. Na eleição de 2010, cinco partidos têm representação: democratas, republicanos, Independentes, conservadores, e famílias trabalhadoras. Outros partidos, como o Partido Libertário e o Partido Verde, podem (e geralmente fazem) lançar um candidato a eleição. Geralmente esse pequenos partido fazem menos de 50 mil votos na eleição para governador. 
Com a desistência do governador David Paterson em fevereiro de 2010, Andrew Cuomo foi eleito candidato democrata para as eleições de 2010. Na nomeação republicana o candidato inicialmente era Rick Lazio-candidato ao senado derrotado por Hilary Clinton na eleição de 2000, e ex-membro da Câmara dos Representantes de Nova Iorque- mas Carl Paladino apresentou 28 mil assinaturas e então foi feita a primária republicana, Paladino venceu de forma esmagadora. O Partido Conservador de Nova Iorque lançou como candidato Michael Long. O Partido de Independente apoiou publicamente o candidato democrata Andrew Cuomo, antes da convenção do partido. O Partido Famílias Trabalhadoras tem como apoio o candidato Andrew Cuomo